# Corral de Bustos
Corral de Bustos ist eine Stadt in Argentinien im Departamento Marcos Juárez im Südwesten der Provinz Córdoba.
Die Stadt ist auch als Corral de Bustos-Ifflinger bekannt; der zweite Teil des Namens hängt mit dem ursprünglichen Namen der Ortschaft zusammen, der im Laufe der Zeit nur noch für den Stadtteil Barrio Ifflinger benutzt wurde. Die Einwohner der Stadt nennen sich selbst „Corrales“.
Corral de Bustos-Ifflinger wurde im frühen 20. Jahrhundert gegründet, als der Deutsche Karl von Ifflinger von der Regierung der Provinz Córdoba die Erlaubnis erbat, eine Stadt zu gründen, die seinen Familiennamen weiter trägt. Die Regierung erteilte die Erlaubnis am 14. November 1901. Dieses Datum wird heute als Gründungsdatum der Stadt angesehen, die ursprünglich nur das heutige Barrio Ifflinger umfasste.
Corral de Bustos hat 10.407 Einwohner (Zensus 2010). 1991 lag die Bevölkerung bei 9.389 und 2001 bei 9.882 Personen.

## Städtepartnerschaften
- Partnerstadt ist seit 2007 die italienische Stadt Bra (Piemont). Seit 2012 bestehen auch Beziehungen zur italienischen Stadt Offida in der Region Marken.

## Einzelnachweise

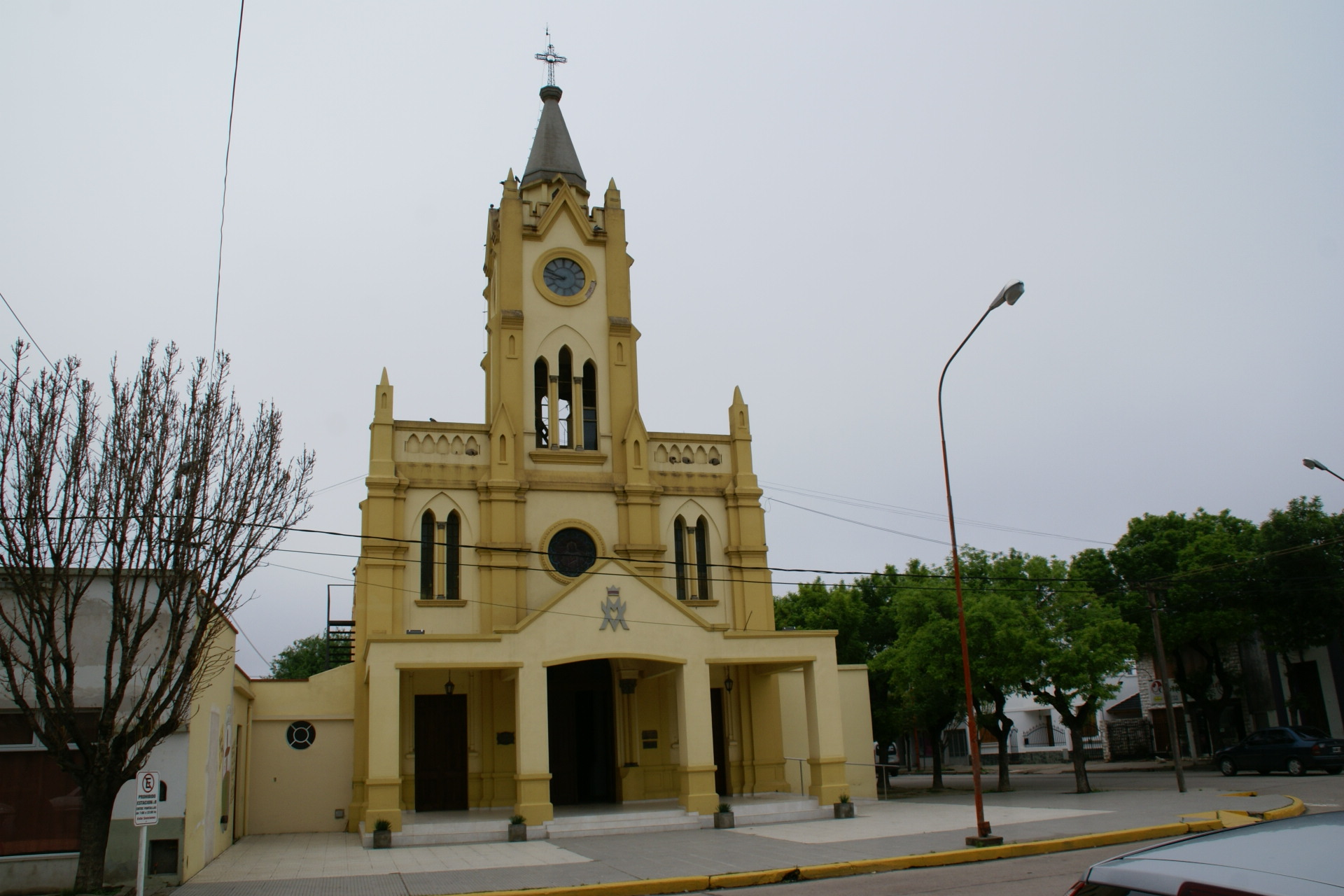
Kirche in Corral de Bustos